# Andy Capp (videogioco)
Andy Capp è un videogioco pubblicato nel 1987 per Commodore 64, ZX Spectrum e Amstrad CPC, basato sulla striscia a fumetti Andy Capp. Il giocatore controlla Andy che ha una settimana di tempo per recuperare l'assegno del suo sussidio di disoccupazione e nel frattempo guadagnare altri soldi per tirare avanti e tenere a bada la moglie Flo.

## Modalità di gioco
Il gioco è un'avventura dinamica che si svolge per le vie e gli edifici della città, con grafica in bianco e nero che riproduce piuttosto fedelmente quella del fumetto. La città, esplorabile liberamente, è composta da numerosi ambienti a schermata fissa. La settimana di tempo scorre a ritmo velocizzato, mostrando anche l'alternarsi di giorno e notte con lo scurirsi dell'ambiente e la chiusura dei luoghi pubblici.
I soldi si possono guadagnare in vari modi, tra cui scroccarli agli amici, scommettere ai cavalli, rubare la borsetta a Flo. Ma vanno anche spesi, ad esempio per pagare multe quando si viene presi dal poliziotto o per bere al pub. Andy ha infatti anche un "alcolometro" che deve essere periodicamente ricaricato procurandosi da bere, se l'indicatore arriva a zero si perde la partita.
In giro si incontrano altri personaggi del fumetto con cui interagire. Oltre a camminare Andy può lanciare baci, sotto forma di "X" volanti, che bloccano momentaneamente gli altri personaggi, ma sono in quantità limitata.
Sono disponibili inoltre quattro icone di azione:
- Portafoglio - per trafficare con il denaro.
- Parlare - per parlare con gli altri personaggi, attraverso una selezione di frasi possibili a seconda della situazione.
- Lottare - per scazzottare con un altro personaggio, inclusa Flo (che a volte può anche vincere).
- Azione - per esaminare e usare gli oggetti ottenuti.

Il tema musicale è tratto dalla Sinfonia n. 9 di Antonín Dvořák.